# Gianettihütte
Die Gianettihütte (italienisch: Rifugio Luigi Gianetti bzw. rätoromanisch Capanna Luigi Gianetti) ist eine Berghütte des Club Alpino Italiano (CAI) im Bergell. Sie liegt auf einer Höhe von 2534 m s.l.m. südlich des Piz Badile.
Direkt hinter der Gianettihütte befindet sich die Biwakschachtel Capanna Attilio Piacco, die als Winterraum genutzt wird.

## Lage
Die Gianettihütte ist ein Etappenziel auf dem Höhenweg Sentiero Roma. Durch die Lage südlich der Granitwände des Piz Badile und Piz Cengalo ist die Hütte ein beliebter Ausgangspunkt für Klettertouren. Weiterhin ist die Hütte das Ziel der Überschreitung des Piz Badile. 

## Geschichte
Mit dem Bau der Hütte wurde 1912 begonnen. Bereits im Sommer 1913 konnte das von der Sektion Mailand des CAI unter der Leitung von Paolo Ferrario errichtete Rifugio eröffnet werden. Es wurden zu Ehren des größten Förderers Luigi Gianetti benannt, woran eine Gedenktafel an der Außenmauer der Hütte erinnert. Es entstand nur weniger Meter von der 1887 erbauten Capanna oder Rifugio Badile, das nach dem Bau als Dependance genutzt wurde. Im Ersten Weltkrieg diente den Alpini das Rifugio, die für die Besetzung der nach dem italienischen Generalstabschef Luigi Cadorna benannten Cadorna-Linie abgestellt waren, als Unterkunft. In den 1920er Jahren wurde die Capanna Badile nach einem Lawinenabgang neu errichtet. Im Zweiten Weltkrieg nutzte die Resistenza den Bau, woraufhin das Rifugio 1944 von deutschen Truppen und Einheiten der RSI in Brand gesteckt wurde. 1949 wurde die abgebrannte Hütte neu errichtet. 1961 wurde die Capanna Badile nach dem 1958 an der nahe liegenden Punta Torelli tödlich verunglückten Alpinisten Attilio Piacco umbenannt. In den 1970er und 1990er Jahren wurde das Rifugio Gianetti modernisiert.

## Zustieg
Im Val Porcellizzo führt eine Straße bis zur Ortschaft Bagni del Masino auf etwa 1200 m s.l.m. Von dort erfolgt der weitere Zustieg über einen Wanderweg.

## Übergänge
- Omiohütte (2100 m s.l.m.)
- Allievihütte (2385 m s.l.m.)
- Rifugio Brasca (1904 m s.l.m.) Gehzeit 3 Stunden
- Sasc-Furä-Hütte (1904 m ü. M.) Gehzeit: 6–7 Stunden über Porcellizzo- und Trubinasca-Pass. Auf halbem Weg befindet sich auf 2600 m die Biwakschachtel Bivacco Pedroni-Del Pra

## Gipfelbesteigungen
- Piz Badile (3308 m ü. M.)
- Piz Cengalo (3367 m s.l.m.)